# Forcipomyia moriokensis
Forcipomyia moriokensis är en tvåvingeart som beskrevs av Kitaoka 1994. Forcipomyia moriokensis ingår i släktet Forcipomyia och familjen svidknott. Inga underarter finns listade i Catalogue of Life.